# Lê Đức Thọ
Lê Đức Thọ, född som Phan Đình Khải den 14 oktober 1911 i Pich-Le i provinsen Ha Nam, död 13 oktober 1990 i Hanoi, var en vietnamesisk politiker.

## Biografi
Le Duc Tho var 1930 med och grundade Vietnams kommunistiska parti. Han var fängslad 1930–1936 och 1939–1944 av fransmännen. Efter frigivandet var han med och ledde Viet Minh mot den franska kolonialmakten tills Genèvefördraget undertecknades 1958.
Le Duc Tho blev ledamot av politbyrån 1969 och var chefsförhandlare för Nordvietnam 1970–1973 vid rundabordsförhandlingarna i Paris. För sina betydelsefulla överläggningar med Henry Kissinger 1969–1972 tilldelades Le Duc Tho, tillsammans med Kissinger, Nobels fredspris 1973, men avböjde att ta emot det.